# Чемпіонат Полтавської області з футболу 2017
У Вищій лізі Чемпіонату Полтавської області 2017 року взяли участь 7 команд. Переможцем вдруге поспіль стала «Олімпія» (Савинці).

## Підсумкова таблиця вищої ліги
| М | Команда                  | І  | В  | Н | П  | РМ    | О  |
| - | ------------------------ | -- | -- | - | -- | ----- | -- |
|   | «Олімпія» (Савинці)      | 24 | 20 | 2 | 2  | 62−19 | 62 |
| 2 | «Колос» (Лазірки)        | 24 | 19 | 3 | 2  | 60−18 | 60 |
| 3 | ФК «Рокита»              | 24 | 13 | 2 | 9  | 63−36 | 41 |
| 4 | «Динамо» (Решетилівка)   | 24 | 10 | 4 | 10 | 43−40 | 34 |
| 5 | ФК «Лубни»               | 24 | 6  | 3 | 15 | 31−51 | 21 |
| 6 | ДЮФШ «Ворскла» (Полтава) | 24 | 5  | 0 | 19 | 33−81 | 15 |
| 7 | «Інваспорт» (Полтава)    | 24 | 3  | 2 | 19 | 15−62 | 11 |